# République de Stari Bouyane
12 novembre 1905 – 26 novembre 1905
Entités précédentes :
- Empire russe

Entités suivantes :
- Empire russe

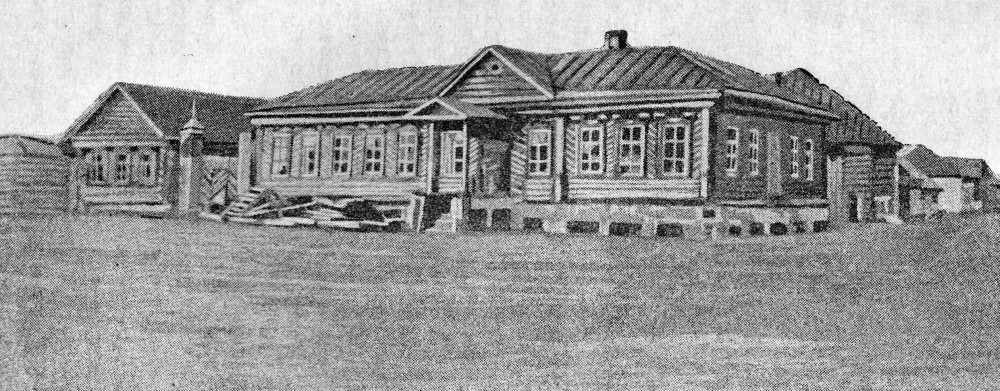
Maison du peuple à Tsarevchtchina, où se déroula une partie des évènements de 1905 - photographie des années 30

La République de Stari Bouyane  (russe : Старобуянская республика) a été une courte république autonome, faisant suite à une insurrection paysanne dans le volost de Stari Bouyane pendant la révolution russe de 1905. Elle a duré du 12 au 26 novembre 1905.

## Début du soulèvement
Le bourg de Bolchaïa Tsarevchtchina (aujourd'hui Volski), qui fut le centre du mouvement paysan, faisait partie du Gouvernement de Samara où il existait une tradition révolutionnaire : en 1880, un cercle de narodniki et en 1902 des socialistes révolutionnaires s'y étaient organisés et y avaient conduit des actions de propagande.
En 1904 des socialistes révolutionnaires et des sociaux démocrates s'y rendent et distribuent à une cellule de paysans de la littérature illégale. Au printemps 1905, un rassemblement a lieu à Tsarevchtchina, auquel se joignent des habitants des villages des environs. A l'été, les habitants commencent à organiser des manifestations, plus fréquentes et regroupant de plus en plus de monde jusqu'en octobre. Une garde paysanne est alors constituée. Le 23 octobre, une collecte pour des ouvriers en grève est organisée lors d'un meeting, et une manifestation a lieu ensuite. Le 25 octobre, les gardes-forestiers refusent de continuer à protéger la forêt, dans laquelle on pouvait rencontrer de plus en plus souvent des paysans révoltés.
Le 12 novembre, en réponse à une ordonnance des autorités convoquant les délégués de l'assemblée rurale du volost pour l'élection de son syndic, 200 paysans insurgés de Tsarevchtchina entrent dans le bourg en brandissant le drapeau rouge et en chantant des chants révolutionnaires. Le soir, les cloches sonnent partout à la volée pour convoquer une assemblée rurale (сельский сход) plénière, au cours de laquelle la décision est prise de chasser les autorités locales et de mettre en place un gouvernement autonome. Le 13 novembre, une loi provisoire est adoptée. Elle prévoit que toutes les terres et pâtures sont mises à la disposition du gouvernement autonome jusqu'à la convocation d'une assemblée constituante et distribuées égalitairement entre les paysans.

## Dispositions législatives adoptées sous la République de Stari Bouyane

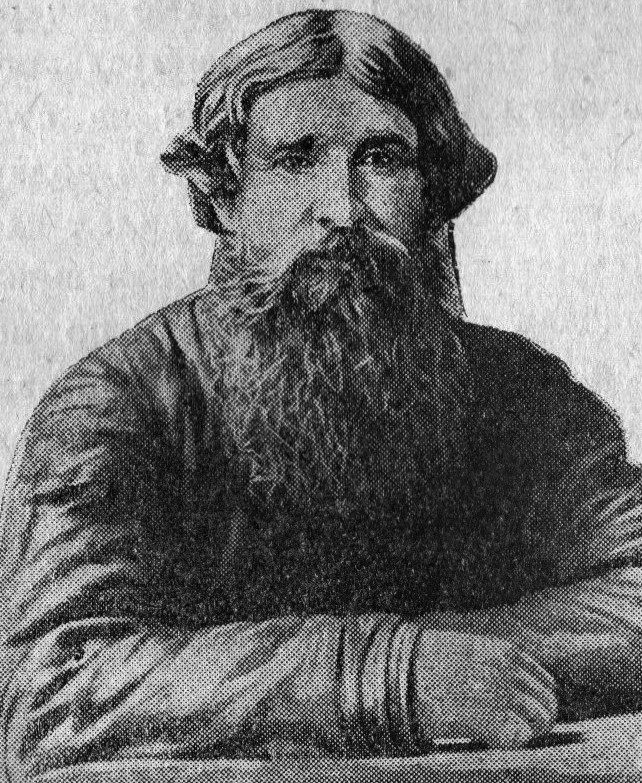
A. T. Kniazev, président de l'éphémère république

La loi du 13 novembre comporte en tout 5 articles. Dans le premier, le gouvernement du pays est déclaré illégal, au nom du congrès du peuple (народный съезд) de Stari Bouyane. Seul un gouvernement élu sur la base d'un scrutin universel, égal et secret, sans distinction de sexe, de nationalité et de religion, pourra lui succéder. La loi établit un gouvernement du peuple sur le territoire du volost de Stari Bouyane. Le pouvoir législatif est confié au congrès populaire, regroupant au moins 120 personnes de 15 ans ou plus. Le pouvoir exécutif appartient au gouvernement populaire. Le paysan A. T. Kniazev est élu président, E. D. Penner devient son conseiller, et G. M. Milokhov secrétaire du gouvernement. Le premier est de Bolchaïa Tsarevchtchina, les deux autres de Stari Bouyane. Еvgueni Penner était propriétaire terrien. Il déclare lors de l'assemblée qu'il renonce à la qualité de propriétaire et donnera ses 120 décatines de terre au fonds commun.
Le second article de la loi expose de façon détaillée les fonctions et devoirs des pouvoirs exécutif et législatif. Toutes les terres, forêts et pâturages sont à la disposition du volost. Tout personne désirant travailler a un droit d'usage sur ces terres, avec l'accord du congrès du peuple de Stari Bouyane. Si une terre a été achetée ou louée « pour se nourrir », et non pour accumuler un capital pour la revente, alors le propriétaire devra être dédommagé.
Les articles suivants de la loi sont consacrés aux fonctions de la milice, à l'éducation du peuple et à l'église. La milice doit être issue de la garde paysanne. Une décurie est constituée dans chaque village, son chef est élu à la majorité des voix par les miliciens. En temps de paix, le chef de toutes les milices est sous l'autorité au président du gouvernement populaire, en temps de guerre, il devient indépendant. Les affaires des Églises sont décidées par les fidèles des temples et des mosquées.
L'éducation populaire est déclarée « laïque et gratuite dans toutes les écoles, primaires ou secondaires ». Un conseil (совет) doit être constitué dans chaque école, avec les enseignants et des paysans, choisis dans une réunion populaire. Si une université est ouverte dans le volost, les membres de son conseil sont choisis par le congrès populaire.
La loi aborde prévoit également un tribunal populaire du bourg, une banque populaire, et des dispositions sur l'imprimerie et l'union avec les bourgs des environs. La prohibition est proclamée, avec le soutien de tous les habitants de la nouvelle république. Le nouveau pouvoir interdit les coupes dans les forêts, dans la mesure où les abattages portent atteinte aux intérêts du peuple. Il est interdit de faire du feu dans les propriétés en ville, ceci n'étant pas considéré comme utile. La garde paysanne est chargée de veiller à l'ordre dans les villages.

## Répression de l'insurrection

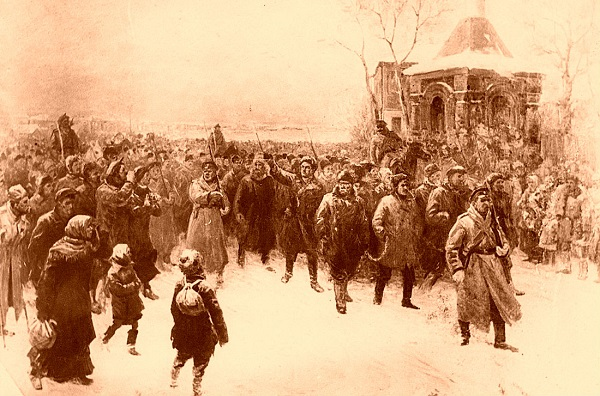
Arrestation des dirigeants de la République de Stari Bouyane

Les tentatives des autorités de Samara d'étouffer l'insurrection ne donnèrent d'abord pas de résultats : la milice populaire repoussa les essais de la police de chasser les insurgés. Le gouvernement de Stari Bouyane dura en tout 13 jours. Les paysans comptaient sur un soutien venant de Samara, mais il n'arriva pas. Les habitants des environs savaient que dans le centre du volost les cosaques étaient nombreux, et n'osèrent pas intervenir contre les troupes impériales. Les organisateurs de la république comprirent que la garde populaire n'était pas à elle seule en situation de se mesurer aux cosaques.
De leur côté, les autorités de Samara temporisèrent, jusqu'à ce que le peuple se calme. Les informations  sur l'écrasement du soulèvement ouvrier parvinrent de Moscou à la mi-décembre. Mais le gouverneur de Samara ne se saisit pas des organisateurs de la république paysanne avant la fin de l'année. Les insurgés Chtchibraev, Soldatov et Kolpakov sont arrêtés le 14 janvier 1906, puis Kniazev. Goucev réussit à se cacher.

## Crédits
- (ru) Cet article est partiellement ou en totalité issu de l’article de Wikipédia en russe intitulé « Старобуянская республика » (voir la liste des auteurs).

### Liens
- (ru) Ерофеев, Валерий Викторович (V. I. Erofeiev), « 1905 год », sur Историческая Самара (Samara historique) (consulté le 1er mai 2017)